# ساب توريزمو غران 750

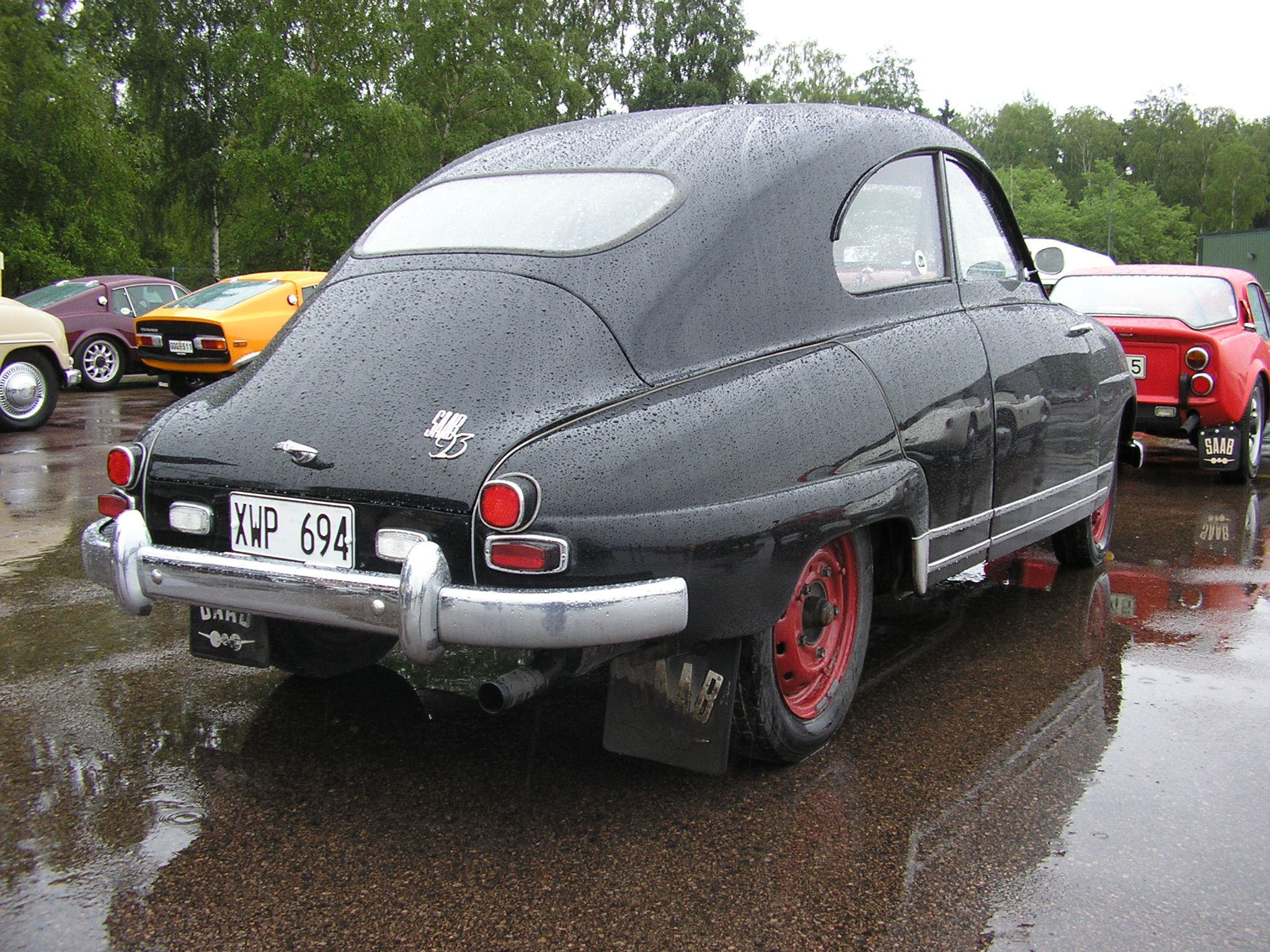
ساب توريزمو غران 750 أصدار عام 1959

Saab GT750 (توريزمو غران 750) هي سيارة من ساب تم إنتاجها بين عامي 1958 و 1960, تم تقديمها في معرض نيويورك الدولي للسيارات في عام 1958 وظهرت بأحزمة أمان كمعيار قياسي لها، والتي سرعان ما أصبحت شائعة في معظم السيارات.
كانت جي تي750 نسخة رياضية من ساب طراز 93، تستهدف بشكل أساسي السوق الأمريكية. كان لها نفس هيكل الجسم مثل طراز93 ولكنها استخدمت محركًا داخليًا مختلفًا ومحركًا ثنائي الأشواط من ساب عالي الإنتاج. تم أستخدام الأبواب ذات المفصلات الخلفية في طراز عام 1958 فقط. لم يتم سحبها من السوق مع طراز 93 ولكنها استلمت جسم ساب 96 وعلبة تروس 4 سرعات في عام 1960 واستمرت في الإنتاج حتى عام 1962. وفي عام 1962، استلمت المحرك الأكبر من 96، وتم تزويده بفرامل قرصية أمامية وكانت تسمى ساب الرياضية (GT850)  في المملكة المتحدة و «مونتي كارلو» في الولايات المتحدة (بعد النجاحات في رالي مونتي كارلو).
كان لدى GT مكربن مزدوج ومحرك ثنائي الأشواط قد تم ضبطه لأنتاج 50 حصان (37 كيلو واط). تم توفير مجموعة ضبط اختيارية لترقيتها إلى GT 750R مع تعزيز قوة المحرك إلى 55 حصان (41 كيلو واط). أعطى المحرك أقصى قوة عند الدورات العالية من3400 إلى 5000 دورة في الدقيقة. كان لعلبة التروس ثلاث تروس. من أجل التغلب على مشاكل التجاوز للمحرك ثنائي الشوط، تم تركيب جهاز عجلة حرة.
قام استعراض عام 1959 بواسطة موقع (المسار والطريق) بالتعليق على أن عمليات النقل السلس لناقل  السرعات الثلاثي المتباعد على نطاق واسع يتطلب تسريع المحرك أكثر من 5000 دورة في الدقيقة أو انزلاق القابض. قدمت ساب مجموعة أدوات التعديل التحديثي التي استندت إلى خليط الوقود في المكربن، مما يجعل السيارة أكثر قابلية للتتبع عند الدورات المنخفضة ولكنها تؤثر بشكل خطير على الأداء. قامت المجلة أيضًا بتجربة سيارة GT معدلة بقوة 57 حصان (43 كيلو واط)، مما أدى إلى تحسين التسارع إلى 60 ميلاً في الساعة (97 كم / ساعة) من 15.2 ثانية (في 50 حصان (37 كيلو واط). للمقارنة، تطلب طراز 93B غير المعدل 27.2 ثانية.
أشاد موقع (المسار والطريق) بالقيادة السلسة للسيارة والتوجيه، فضلاً عن المستوى العالي من المعدات. تم  حتى أضافة "Halda Speedpilot"، وهو كمبيوتر رحلة تناظري ميكانيكي من النوع المستخدم في سباقات الرالي، في الحزمة.